# Рухи рослин
Рухи рослин — форма їхньої поведінки, зміна положення рослин або їх органів у просторі.

## Характеристика
Розрізняють автономні рухи одноклітинних водоростей (Pyrrophyta, Chysophyta, Diatomeae, Euglenophyta, деякі Chlorophyta, напр. Chlamydomonas) і міксоміцетів (Myxomyceta), що виражаються у вигляді таксисів, виконуваних амебоподібно або набагато частіше за допомогою джгутиків; активні рухи органів рослин, пов'язані з їх ростом і зовнішніми подразниками, виявляються у вигляді різних тропізмів і настій; пасивні рухи, пов'язані із зміною кількості води в колоїдах клітин деяких тканин (розкидання насіння розрив-травою, скаженим огірком, угвинчування зернівок ковили в ґрунт).

## Наукове обґрунтування
Останню працю Дарвіна Чарлза, опубліковану в 1880 р. незадовго до його смерті, було присвячено явищу руху рослин і називалась «The Power of Movement in Plants».

## Приклади
Нижче наводяться деякі рослини, здатні на швидкі рухи.

### Комахоїдні рослини
- Венерина мухоловка (Dionaea muscipua)
- Альдрованда (Aldrovand vesiculosa)
- Пухирник (Utricularia)
- Росичка (низка видів) (Drosera)

### Рослини, що рухають листками в силу причин, не пов'язаних з комахоїдністю
- Мімоза сором'язлива (Mimosa pudica)
- Mimosa nuttallii
- Codariocalyx motorius
- Chamaecrista fasciculata
- Chamaecrista nictitans
- Schrankia roemeriana
- Neptunia lutea

### Рослини, які за допомогою рухів поширюють пилок або насіння

Рух колонки Stylidium debile

- Шалений огірок (Ecballium agreste)
- Розрив-трава (Impatiens x)
- Hura crepitans
- Дерен канадський (Cornus canadensis)
- Шовковиця біла (Morus alba)
- Орхидеї роду Catasetum
- Арцеутобіум  (Arceuthobium)
- Гамамеліс (Hamamelis)
- Стилідієві (Stylidiaceae) — Stylidium spathulatum, Stylidium debile